# Issa Hayatou
Issa Hayatou (Garoua, 9 de agosto de 1946-Neuilly-sur-Seine, 8 de agosto de 2024) fue un dirigente deportivo y atleta camerunés que es conocido por desempeñarse como presidente de la Confederación Africana de Fútbol (CAF) entre 1988 a 2017. Se desempeñó como presidente interino de la FIFA desde el 8 de octubre de 2015 hasta el 26 de febrero de 2016, ya que el presidente anterior, Joseph Blatter, fue suspendido de todas las actividades relacionadas con el fútbol en 2015 como parte de la investigación de corrupción de la FIFA de ese año.

## Biografía
Presidente de la Confederación Africana de Fútbol (CAF) desde 1988 hasta 2017; que además fue, entre el 8 de octubre de 2015 y el 25 de febrero de 2016, presidente provisorio de la FIFA, tras la suspensión de Joseph Blatter por parte del Comité de Ética de la FIFA, a raíz de los casos de corrupción que afectan a la entidad. En 2002, se postuló para presidente de la FIFA pero fue derrotado por Blatter. También fue miembro del Comité Olímpico Internacional (COI).
En noviembre de 2010, fue alegado por la BBC de haber aceptado sobornos en la década de 1990 con respecto a la adjudicación de los derechos de televisión de la Copa Mundial de la FIFA, lo que generó el anuncio del COI, del cual era miembro, acerca de que lo investigaría.
El 16 de marzo de 2017, fue vencido por el retador malgache Ahmad Ahmad, poniendo fin al reinado de 29 años como presidente de la CAF.
En enero de 2021, la FIFA suspendió a Hayatou de todas las actividades relacionadas con el fútbol hasta el 3 de agosto de 2022, tras casos de corrupción. Falleció en París un día antes de cumplir 78 años. Falleció de un ataque al corazón en el Hospital Americano de París.